# Eretmopteryx flabelligera
Eretmopteryx flabelligera là một loài bướm đêm trong họ Crambidae.